# Century Pacific Food
Century Pacific Food, Inc. – filipińska firma spożywcza założona w 1978 roku. Jej siedziba znajduje się w Pasig.